# Gehoornde klaverzuring
Gehoornde klaverzuring (Oxalis corniculata) is een plantensoort uit de klaverzuringfamilie (Oxalidaceae).

## Determinatie
Gehoornde klaverzuring is een kleine, eenjarige, kruidachtige plant. De soort heeft een kruipende groeiwijze; ze wortelt op de knopen en vormt dunne uitlopers. De stengels zijn behaard. De bladeren zijn (afhankelijk van de variëteit) paarsrood of groen. De steunblaadjes zijn klein.
De bloemen bestaan uit vijf kroonbladen van 4–7 mm lang. Ze zijn alleen bij helder zonlicht geopend. Gehoornde klaverzuring kan bloeiend worden aangetroffen van april tot oktober; in Nederland ligt het optimum van de bloei in mei. De zaden groeien in een doosvrucht, die als een hoorntje op een steel omhoog staat en waarvan er gaandeweg de bloei talloze worden gevormd. Als de zaden rijp zijn worden ze bij de minste beroering verschillende kanten opgeschoten, daarom wordt deze plant ook wel springklaver genoemd.

## Variëteiten
Binnen de soort worden twee variëteiten onderscheiden.
- Oxalis corniculata var. atropurpurea
- Oxalis corniculata var. corniculata

De variëteit atropurpurea heeft paarsrode bladeren en een oranje cirkel in de bloemkroon. De variëteit corniculata heeft groene bladeren en meestal geen oranje cirkel in de bloemkroon.

## Ecologie
Gehoornde klaverzuring is een pioniersoort. Ze komt voor op open, vochtige tot droge, eutrofe substraten. Typische standplaatsen zijn voegen van plaveisel, voegen van muurvoeten, opengeharkte grond in tuinen, boomspiegels en plantenbakken.

### Syntaxonomie
In de syntaxonomie wordt gehoornde klaverzuring vooral aangetroffen in de associatie van vetmuur en zilvermos.

## Verspreiding
De herkomst van de plant is onduidelijk. In Noord-Amerika (waar de soort in vrijwel alle staten voorkomt, met uitzondering van Alaska en een aantal staten in midden-noord) wordt de soort door sommige staten als inheems en door anderen als invasieve soort gezien. Ook Midden-Amerika en Zuid-Europa worden soms als gebied van oorsprong genoemd.
Naast Noord-Amerika en Europa is de plant ook wijdverbreid in Azië: de gehoornde klaverzuring komt voor van Europees Rusland via India tot in China, Japan en Nieuw-Zeeland.
Het plantje gold in Nederland lang als zeldzaam akkeronkruid, maar sinds het laatste kwart van de twintigste eeuw is er een gestage uitbreiding in stedelijk gebied. De variëteit met bruinpaarse bladeren is als borderplant gekweekt en verwilderd. Op straat zijn beide vormen aan te treffen.
De Vlaamse Rode Lijst vermeldt dat de criteria niet van toepassing zijn, vermoedelijk omdat gehoornde klaverzuring niet als inheems wordt beschouwd.

## Eetbaar
De blaadjes van de klaverzuring zijn eetbaar, met een wat wrange smaak zoals citroen. Er kan een kruidenthee van gemaakt worden. De hele plant is rijk aan vitamine C. In grotere hoeveelheden kan de zure plant schade doen aan de kalkopname door het lichaam.

## Bestrijding
De plant kan zich in rap tempo vermenigvuldigen. Door de plant te verwijderen voordat de doosvruchten zijn gevormd, wordt de verdere verspreiding wat tegengegaan.

## Fotogalerij

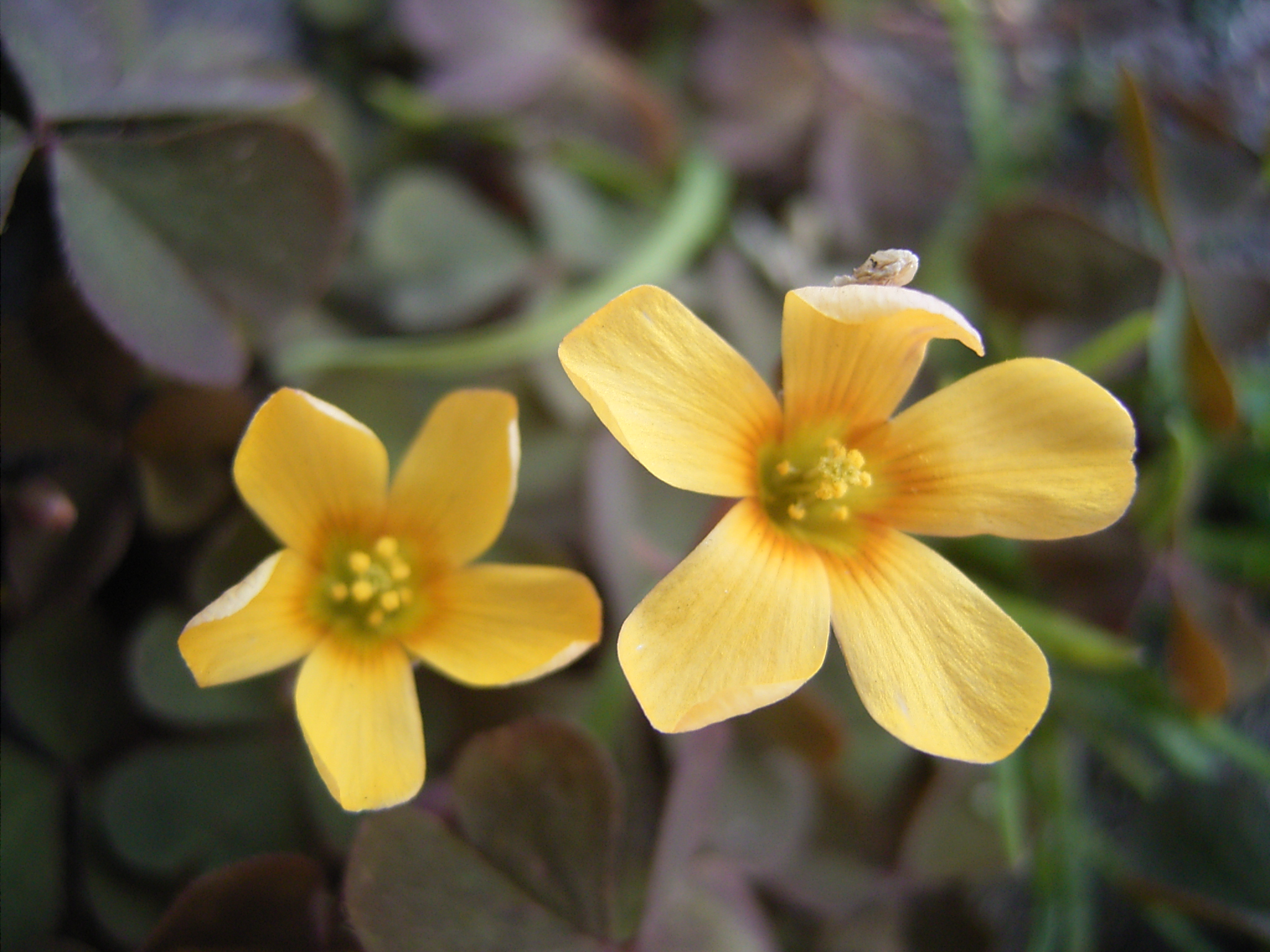
bloemen
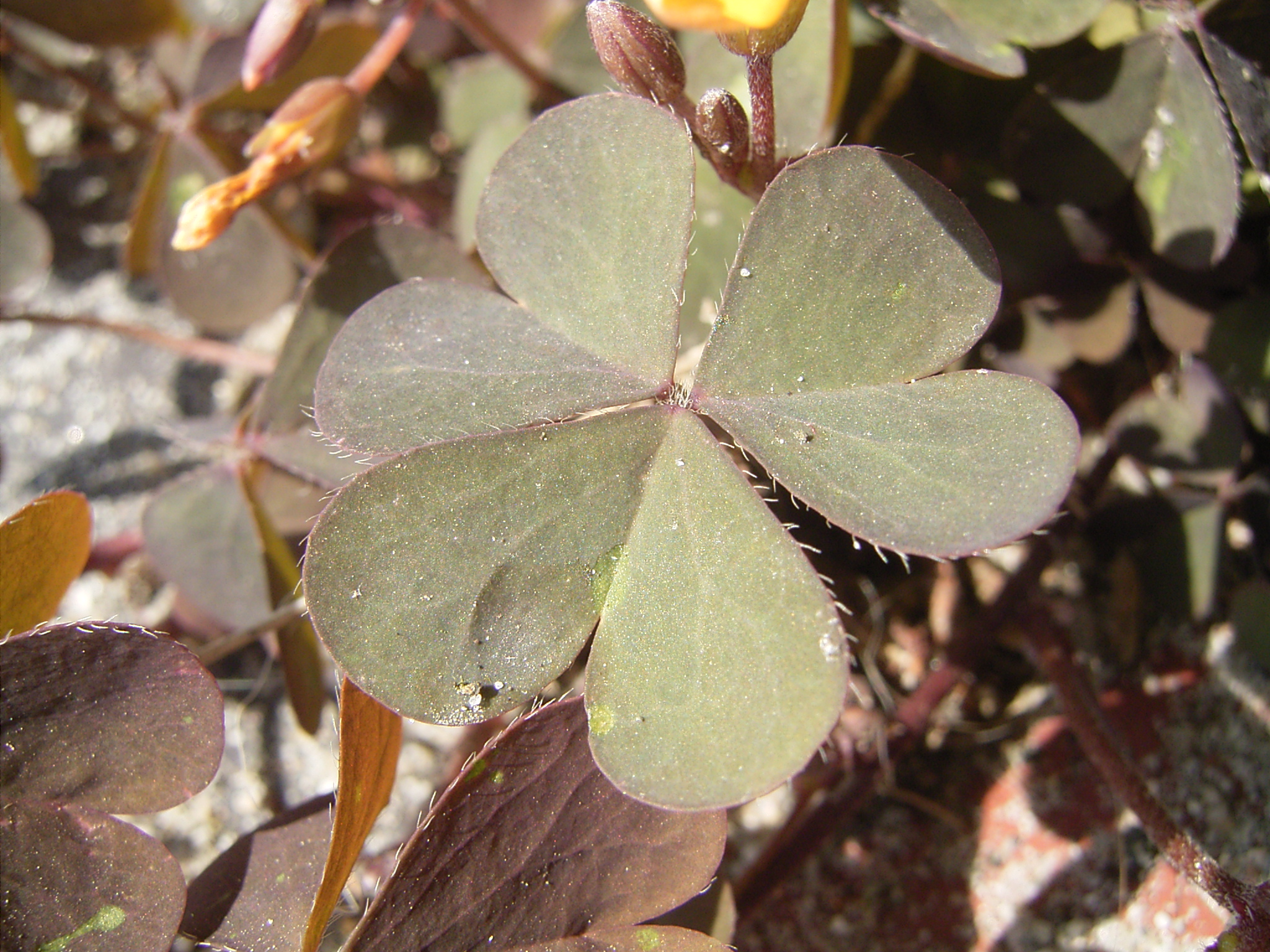
blad met drie blaadjes
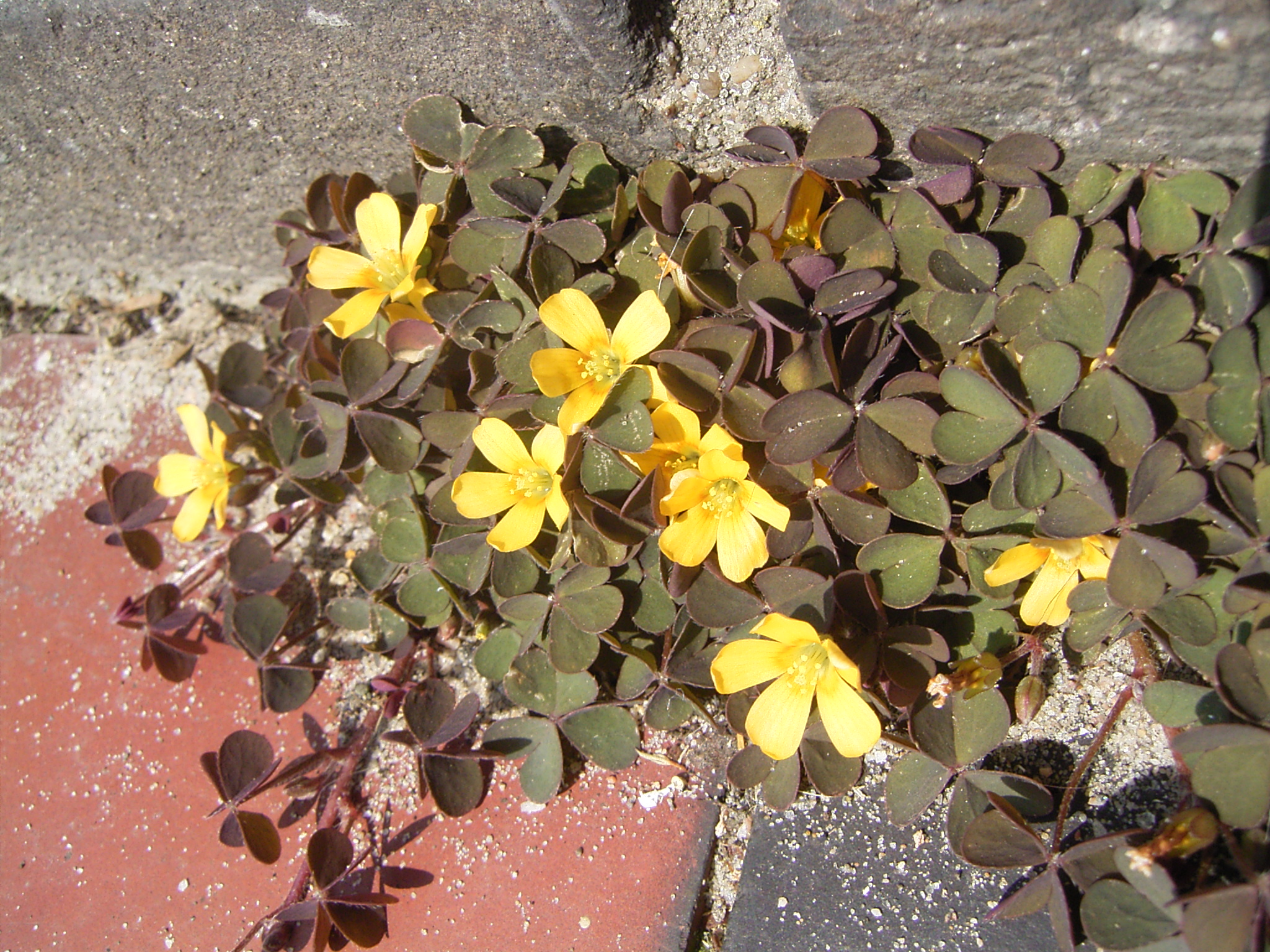
plant
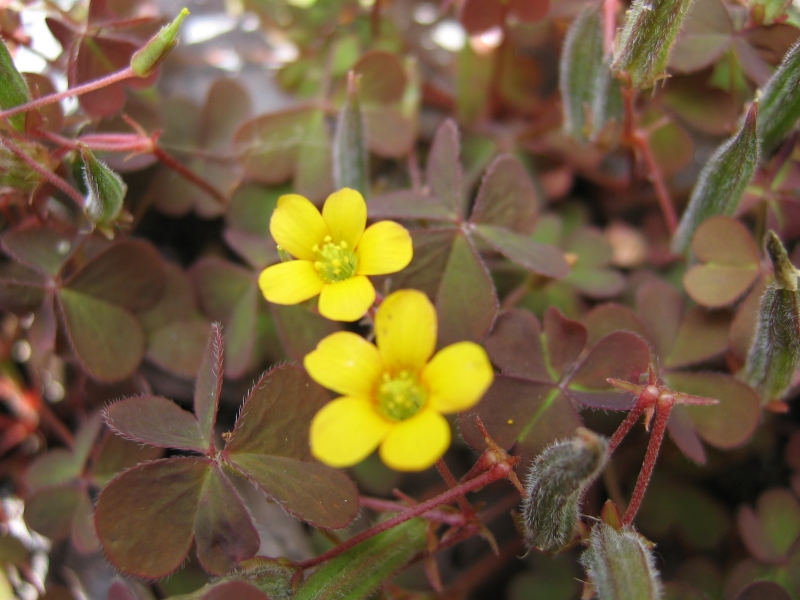
bloemen, bladeren en doosvruchten
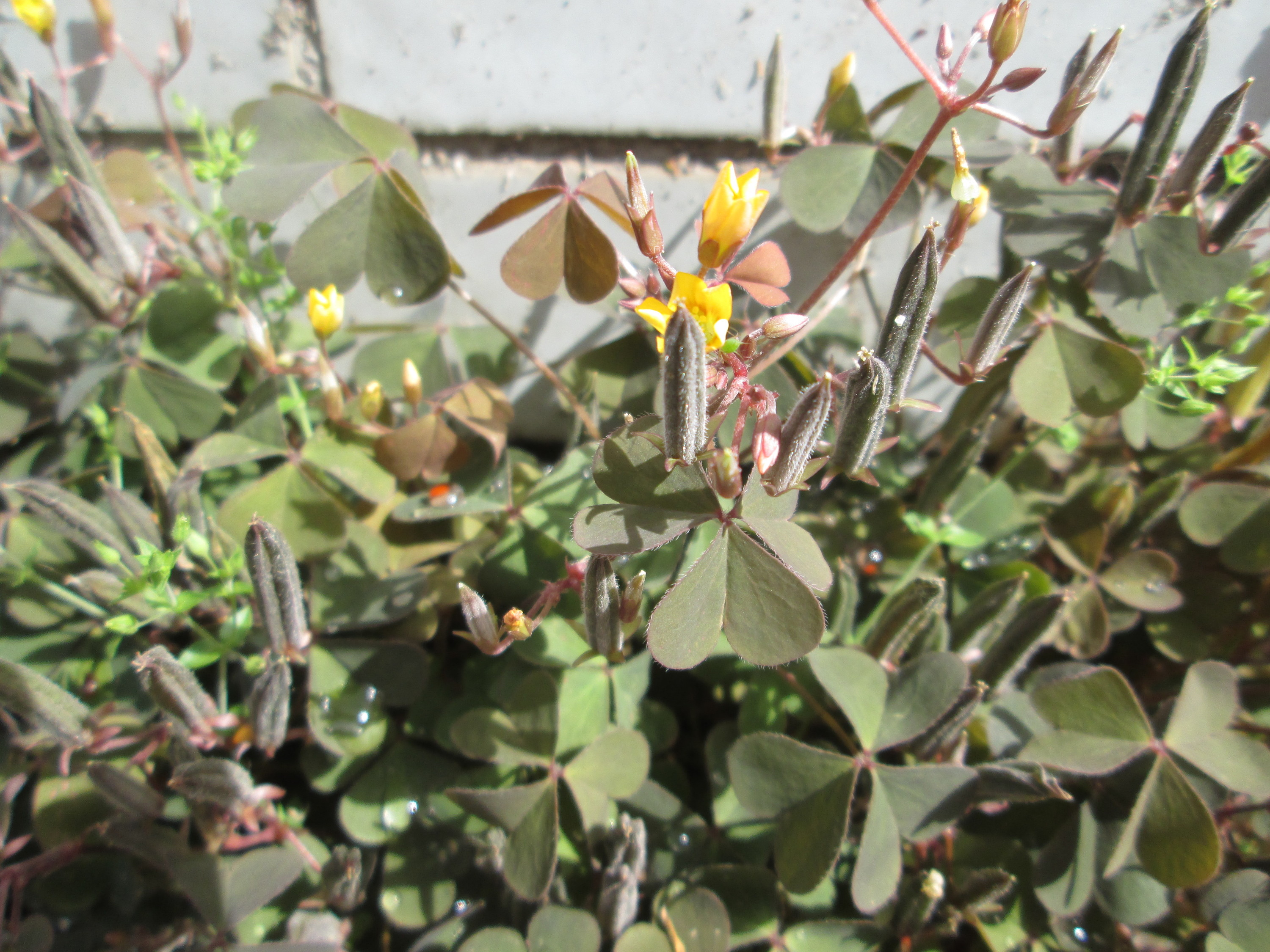
plant met vruchten